# إعلي ولد محمد فال
اعلي ولد محمد فال (1952 - 5 مايو 2017) هو رئيس المجلس العسكري للعدالة والديمقراطية رئيس الدولة بالجمهورية الإسلامية الموريتانية وصل إلى السلطة إثر انقلاب عسكري أبيض في 3 أغسطس 2005 أطاح بالرئيس معاوية ولد سيدي أحمد الطايع ووعد العقيد إعلي ولد محمد فال بأنه سيسلم السلطة لرئيس منتخب بعد عامين من الانقلاب وهي ما أسماها بالفترة الانتقالية وبالفعل قام إعلي ولد محمد فال بتسليم السلطة بعد أقل من عامين. وقد كان مديرا للشرطة الوطنية الموريتانية منذ 1985 وكان من أقرب معاوني الرئيس السابق معاوية ولد الطايع قبل أن يطيح به، شكّل العقيد ومجموعة من 18 عقيدا ما يسمى بالمجلس العسكري للعدالة والديمقراطية وقام المجلس بتسليم السلطة للرئيس المنتخب سيدي محمد ولد الشيخ عبد الله يوم 19 أبريل 2007.

## حياته
في عام 1966 حصل على شهادة ختم الدروس الابتدائية متفوقا فأهّله ذلك للالتحاق بالتعليم العسكري الفرنسي الموريتاني المشترك والمبكر سافر في نفس السنة لفرنسا ودرس التعليم الإعدادي والثانوي بنظام عسكري وحصل على شهادة البكالوريا والتحق بالأكاديمية العسكرية هناك حتى سنة 1973 بعد عام من دخوله الأكاديمية العسكرية في فرنسا انتهت اتفاقية التكوين العسكري المشترك بين فرنسا وموريتانيا.
أُرسل ولد محمد فال للمغرب ودخل الأكاديمية العسكرية بمكناس أمضى ثلاثة سنوات أكمل فيها تعليمه الأكاديمي بالتوازي مع حصوله على ليسانس حقوق تخرج 1976 مع مرتبة الشرف العسكري الأولى.
تلك السنة 1976 استدعي للحرب بين موريتانيا وجبهة البوليزاريو وعُيّن في سابقة كضابط حديث التخرج يعهد له قيادة وحدات مستقلة في خطوط التماس الأولى والمتقدمة ضد جيش معادي ولقب بأسد الصحراء في تلك الحرب . كان دائما محطّ أنظار القيادة العسكرية في موريتانيا كضابط متعلم وعسكري من الطراز الأول . أُسندت له قيادات أكبر من رتبته دائما حسب العرف العسكري .
شارك سنة 1984 كعضو أساسي وحيوي في الانقلاب الذي أطاح بالرئيس ولد هيدالة وكان أصغر المشاركين في هذا الانقلاب رتبة عسكرية لكن دوره كان محوريّا في الانقلاب .
من أهم ما يُميّز تاريخ الرجل تاريخه العسكري المشرف في الحرب وتاريخه خلال إدارته لجهاز الأمن فطيلة 20 سنة تولى فيها إدارة الأمن لم يشتكِ مواطن أو سياسي أو أجنبي من ولد محمد فال من واقع أنه سجنه أو ظلمه . سنة 2003 قام بالتنسيق السريع والمحكم مع قادة الوحدات العسكرية لما له من سمعة معروفة لدى العسكريين وأحبط أخطر المحاولات العسكرية في تاريخ موريتانيا خلال 48 ساعة.
وهو عضو مجلس أمناء المؤسسة العربية للديمقراطية.

## الوفاة
توفي يوم الجمعة 5 مايو 2017، إثر أزمة قلبية.